# アブディ・ビレ
アブディ・ビレ（Abdi Bile Abdi, ソマリ語: Cabdi Bille Cabdi, 1962年12月28日 - ）はソマリアの陸上競技選手、ラス・アノド出身。専門は中距離走、1987年世界選手権男子1500m金メダリスト。
ラス・アノドの遊牧民の家系に生まれた。1983年にアメリカ合衆国のジョージ・メイソン大学に留学、同国に居住した。1984年のロサンゼルスオリンピックで国際大会デビューを飾って2種目に出場、準決勝進出の成績を残した。1987年にローマで開かれた世界選手権1500mは、優勝候補と目されたモロッコのサイド・アウィータが出場しなかったが、ビレは序盤はスローペースで進んだレースでラスト800mを1分46秒0、400mを51秒4で走り3分36秒80の記録で優勝した。数日後にケルンの競技会の1500mで自己ベストなる3分31秒71を記録、そしてローマで行なわれたIAAFグランプリファイナルは3分31秒80をマークして優勝した。12月に帰国した際に祖国モガディシュでソマリア国民から熱烈な歓迎を受けた。
1988年のソウルオリンピックはケガのために断念せざるを得なかった。同年にソマリア内戦が勃発、後年には難民となった親戚11名をインド洋の転覆事故で亡くしている。1989年は出場した10レース中9勝を上げて復帰した。9月3日にリエーティの競技会で記録した3分30秒55は同年の男子1500m世界最高記録（当時世界歴代5位）となり、またビレの自己ベストとなった。同月にバルセロナで開かれたIAAFワールドカップの1500mに出場しセバスチャン・コーらを下して優勝した。
1993年にシュトゥットガルトで開かれた世界選手権は1500mでヌールディン・モルセリらに次ぐ3位に入って銅メダルを獲得。ロンドンで行なわれたグランプリファイナルの1500mは2位となった。1995年の世界選手権は予選落ち。1996年のアトランタオリンピックは1500mで6位入賞の成績を残した。
2013年からアラブ首長国連邦でコーチを務め、アジア選手権で女子5000m・10000mの二冠に輝いたBetlhem Desalegnを指導している。

## 主な成績
| 年   | 大会                     | 場所               | 種目  | 順位          | 記録      |
| ---- | ------------------------ | ------------------ | ----- | ------------- | --------- |
| 1984 | オリンピック             | ロサンゼルス       | 800m  | 準決勝4組5着  | 1分46秒49 |
| 1984 | オリンピック             | ロサンゼルス       | 1500m | 準決勝1組失格 |           |
| 1985 | アフリカ選手権           | カイロ             | 1500m | 2位           |           |
| 1987 | 世界選手権               | ローマ             | 1500m | 優勝          | 3分36秒80 |
| 1989 | IAAFワールドカップ       | バルセロナ         | 1500m | 優勝          | 3分35秒56 |
| 1993 | 世界選手権               | シュトゥットガルト | 800m  | 予選5組4着    | 1分48秒90 |
| 1993 | 世界選手権               | シュトゥットガルト | 1500m | 3位           | 3分35秒96 |
| 1993 | IAAFグランプリファイナル | ロンドン           | 1500m | 2位           | 3分34秒65 |
| 1994 | IAAFグランプリファイナル | パリ               | 1500m | 3位           | 3分42秒24 |
| 1995 | 世界選手権               | イェーテボリ       | 1500m | 予選1組7着    | 3分48秒86 |
| 1996 | オリンピック             | アトランタ         | 1500m | 6位           | 3分38秒02 |

## 自己記録
| 種目    | 記録      | 場所                         | 年月日        |
| ------- | --------- | ---------------------------- | ------------- |
| 800m    | 1分43秒60 | チューリッヒ                 | 1989年8月16日 |
| 1000m   | 2分14秒50 | ヘレス・デ・ラ・フロンテーラ | 1989年9月13日 |
| 1500m   | 3分30秒55 | リエーティ                   | 1989年9月3日  |
| 1マイル | 3分49秒40 | オスロ                       | 1988年7月2日  |
| 3000m   | 7分42秒18 | ケルン                       | 1994年8月21日 |